# Đảng Cộng sản Toàn liên minh Bolshevik
Đảng Cộng sản Toàn liên minh Bolshevik (tiếng Nga: Всесоюзная Коммунистическая партия большевиков, tiếng Ukraina: Всесоюзна комуністична партія більшовиків, ВКПБ) là một chính đảng Marx-Lenin và chống chủ nghĩa xét lại hoạt động trên phạm vi Nga và các cựu thành viên Liên Xô từ 1991 đến nay.

## Lịch sử

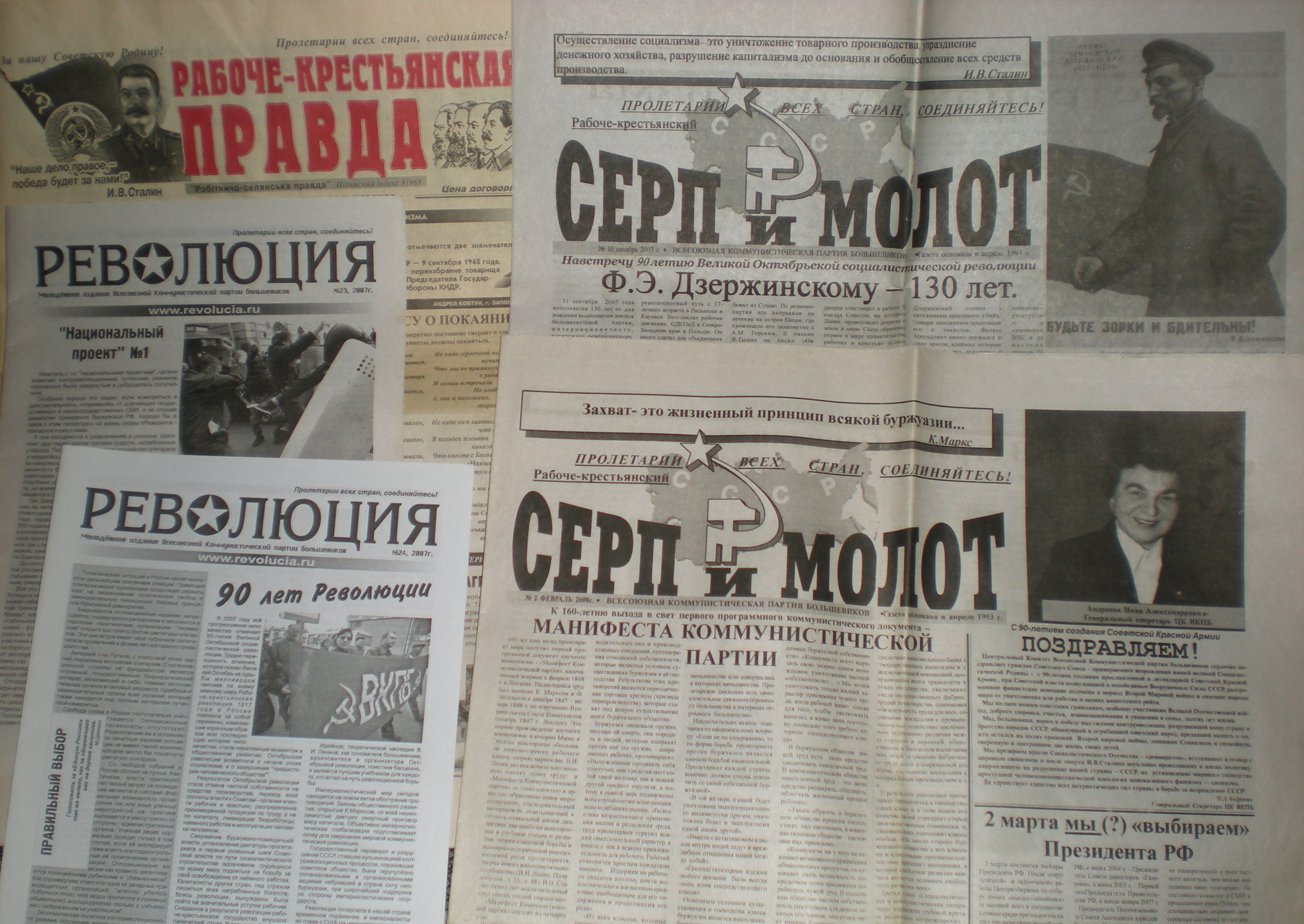
Báo đảng.

Đảng Cộng sản Toàn liên minh Bolshevik do nữ giáo sư Nina Aleksandrovna Andreyeva khởi xướng vào tháng 11 năm 1991 trong bối cảnh Liên Xô vừa giải thể ít tháng. Ngay lúc đó, bà đang nổi danh với bức thư "Tôi không thể từ bỏ nguyên tắc mình được". Mặc dù chung lí tưởng cộng sản, nhưng tổ chức này với nòng cốt là một số chi bộ Đảng Cộng sản Liên Xô tại Moskva, Sankt-Peterburg tự coi mình là kế thừa chính thống Đảng Bolshevik Lenin và đối lập với Đảng Cộng sản Nga, công khai chỉ trích xu thế cải cách trong nội bộ những người cộng sản Nga và kịch liệt lên án các chính sách của tổng thống đương nhiệm Vladimir Putin.

## Phương châm
| “                                                          | Đảng ta là đội tiên phong của giai cấp công nhân, có sứ mệnh liên minh với lực lượng nông dân và hàng ngũ trí thức đang làm việc tại các đô thị, kêu gọi ái quần ái hữu trong giới cộng sản quốc tế nhằm đặt viên gạch đầu tiên cho công cuộc kiến thiết chủ nghĩa xã hội và xã hội cộng sản. «передовой отряд рабочего класса, выступающего в союзе с крестьянством и трудовой интеллигенцией, добровольный союз единомышленников-коммунистов, ставящих главной своей задачей построение социализма и коммунизма» | ” |
| — Trích Hiến chương Đảng Cộng sản Toàn liên minh Bolshevik | |   |

## Truyền thông
Đảng này xuất bản liên tục các tờ báo như Edinstvo (Единство), Bolshevik (Большевик), Bolshevik Kavkaza (Большевик Кавказа), Bolshevik Stavropol'ja (Большевик Ставрополья), Bolshevik Osetii (Большевик Осетии), Vpered (Вперед), Serp i Molot (Серп и Молот), Golos Stalingrada (Голос Сталинграда) and Raboche-Krest'janskaja pravda (Рабоче-Крестьянская правда). Tổ chức thanh niên của đảng là Đoàn Thanh niên Cận vệ Toàn liên minh Bolshevik.